# Markomani

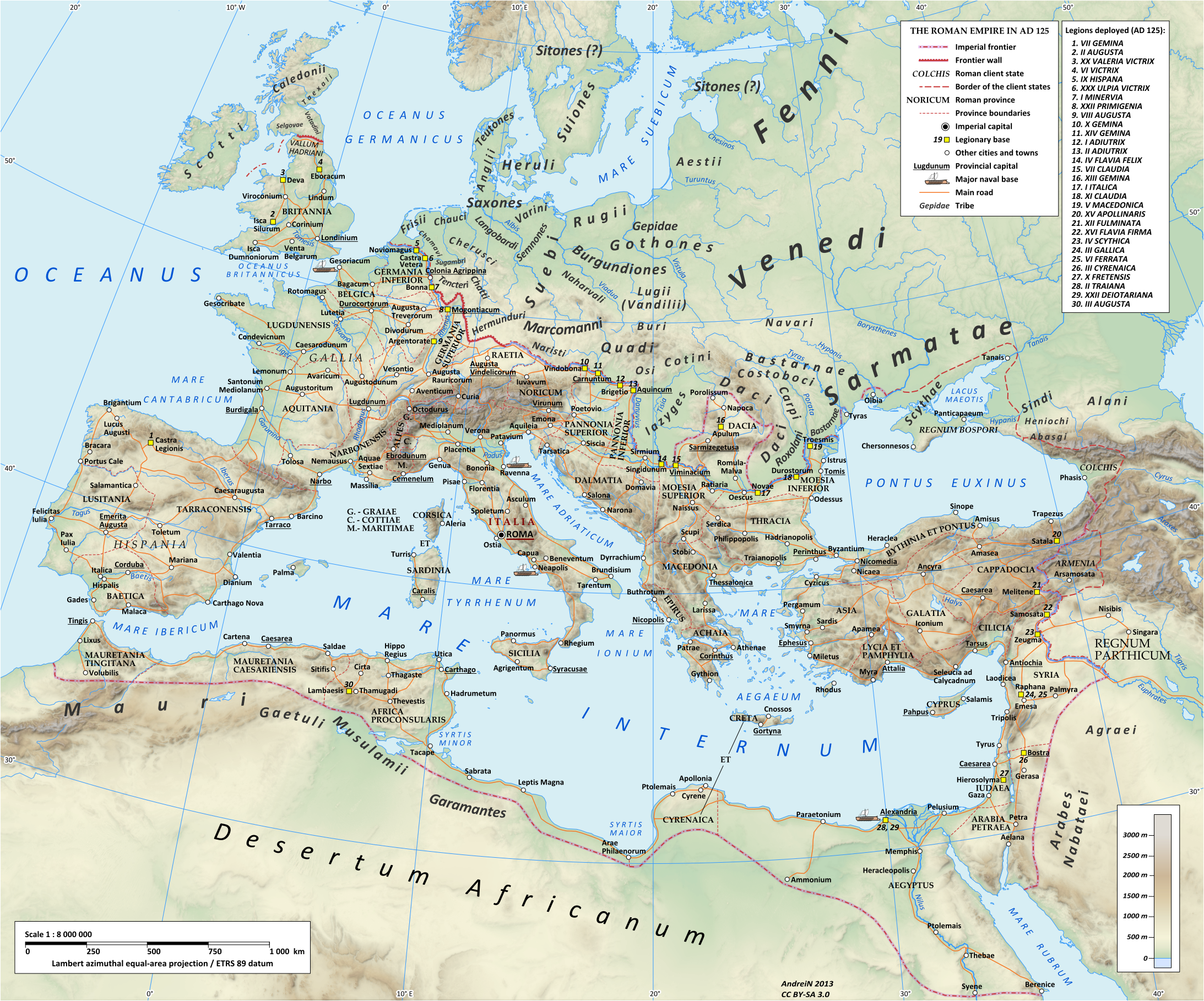
Římská říše za vlády císaře Hadriana (vládl 117–138). Markomani vyobrazeni severně od Dunaje (dnes severní Rakousko a Česká republika

Markomani byli germánský kmen, který se na přelomu letopočtu usadil severně od Dunaje, na území dnešní České republiky. Pod vedením svého vůdce Marobuda zde vybudovali mocnou říši, která se stala sousedem Římské říše, jejíž Limes Romanus byl na toku řeky Dunaje. Podle Tacita a Strabóna patřili ke konfederaci germánského kmene Svébů.

## Etymologie
Předpokládá se, že název kmene pravděpodobně pochází z pragermánské formy slova marka a muži (Markomanniz).

## Původ
Předkové Markomanů původně sídlili patrně na středním Labi, ale po vpádu Kimbrů a Teutonů byli zatlačeni až k hornímu toku řeky Mohan. První písemné zmínky o Markomanech pocházejí ze Zápisků o válce galské římského vojevůdce Julia Caesara, kdy se pod vedením Ariovista účastnili vítězné bitvy u Magerobrigy a bitvy u Vogéz, v niž byli naopak Juliem Caesarem poraženi. Další písemné zmínky se o nich dochovaly ve spisech Cassia Diona a Paula Orosia, kteří zmiňují jejich porážku římským vojevůdcem Drusem v roce 9 př. n. l.. Pod tlakem Římanů byli nuceni ustoupit na východ do vnitrozemí Germánie a koncem 1. století př. n. l. pod vedením Marobuda se usadili v rovinách obklopených Hercynským lesem, v oppidech na severu Durynska a Saska, které byly propojené hlavními obchodními cestami, které směřovaly do rozvinutějších oblastí dnešních Čech, Moravy a Slezska.

## Marobudova říše

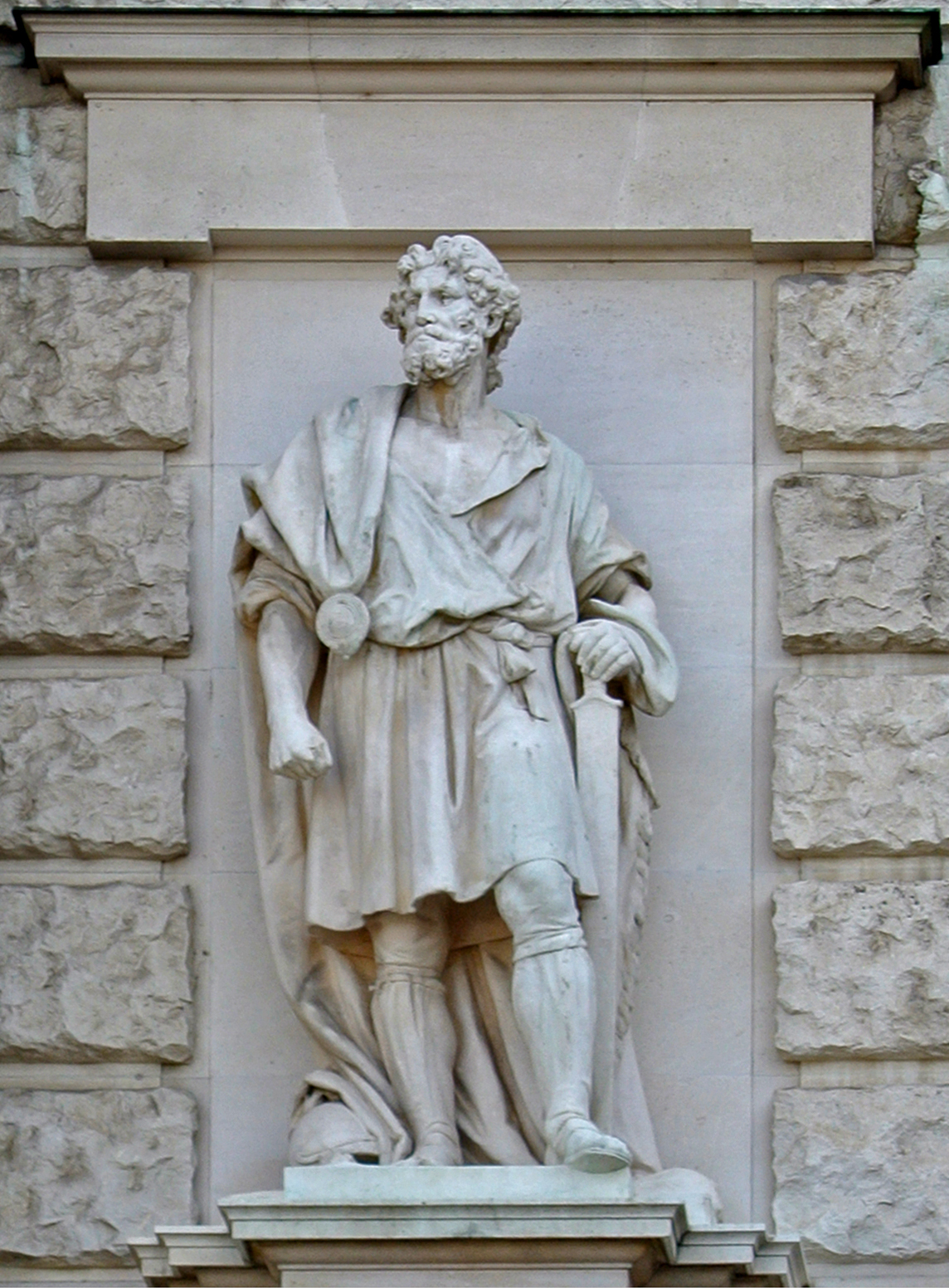
Socha Markomana od Johanna Scherpa na hlavní fasádě Neue Burgu ve Vídni

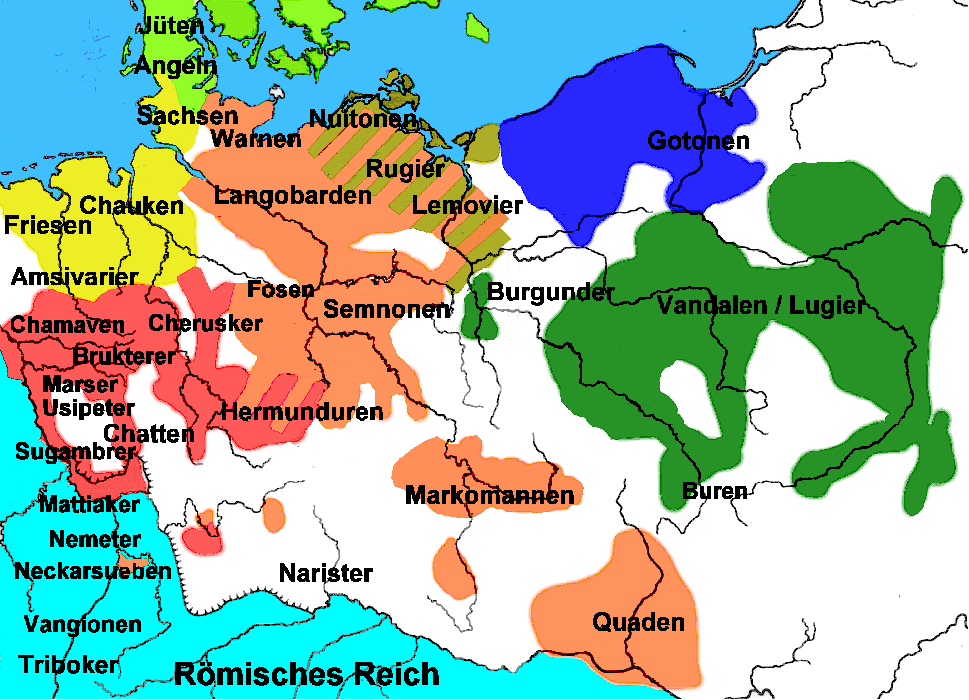
Mapa s osídlením Markomanů ve střední Evropě

Podle záznamů Tacita, Vellea Patercula Plinia staršího a Strabóna se nakonec přestěhovali na rozlehlé území nazývané Baiohaemum, dříve obsazeným keltským kmenem Bójů. Na tomto území již žili jejich spojenci svébští Kvádové. Toto území bylo popisováno jako území v Hercynském lese a je ztotožněno s oblastí dnešních Čech, i když to není jisté. V roce 6 př. n. l. na tomto území založil jejich král Marobud mocnou říši, kterou císař Augustus vnímal jako hrozbu pro Římskou říši, proto do Marobudovy říše vyslal Drusova bratra Tiberia na válečné tažení. Ke střetu ale nikdy nedošlo, protože Tiberius byl odvolán do Ilýrie, aby zde potlačil povstání barbarských kmenů. Po bitvě Teutoburském lese v roce 9 n. l. se vydal římský vojevůdce Germanicus na východ od Rýna směrem do Germánie s cílem pomstít porážku legií Publia Quinctilia Vara cheruským vůdcem Arminiem. V důsledku toho rostly mezi germánskými kmeny obavy. Této situace využil vlivný Říman Drusus Caesar k rozsévání nesvárů a popuzování germánských kmenů ke zničení Marobudovy říše, která byla po předešlé prohrané bitvě s Arminiem oslabená. Této situace využil v roce 18 markomanský šlechtic Katvalda, který pomocí korupce získal na svou stranu gótské šlechtice a vrátil se s velkou silou do Marobudovy říše, zaútočil na pevnosti a Marobuda sesadil. V Marobudově říši se zmocnil mnoha bohatství, nahromaděných Marobudovým plundrováním okolních svébských kmenů a také okrádáním obchodníků z římských provincií, kteří přicházeli do říše kvůli svobodě obchodu a touze zbohatnout. Marobud unikl do římské provincie Noricum a odtud do Ravenny. Katvalda byl v tomtéž či následujícím roce sesazen Vibiliem vůdcem z kmene Hermudurů a stejně jako Marobud byl i Katvalda nucen hledat útočiště v římské říši. Podařilo se mu uprchnout do Forum Julii v provincii Gallia Narbonensis. V té době měli Římané území Markomanů již pod kontrolou a nový vládce Vibilius se jim brzy nezamlouval, a tak ho s pomocí Kvádů sesadili. Moc nad územím severně od Norica svěřili Vanniovi, který byl římským vazalem a který Markomanům vládl následujících téměř třicet let. Jeho vláda byla tyranská a nepřátelská k okolním kmenům. Okolo roku 50 Vibilius opět nabyl své moci a proti tyranské vládě Vannia spojil síly spolu s Vanniovými synovci Vangiem a Sidou. Zaútočili od severu na centrum Vanniova království, které se patrně nacházelo na jihozápadě Slovenska a krále Vannia sesadili z trůnu. Tím zanikla velká říše Markomanů. Území si mezi sebe rozdělili Vangio a Sido.

## Markomanské války

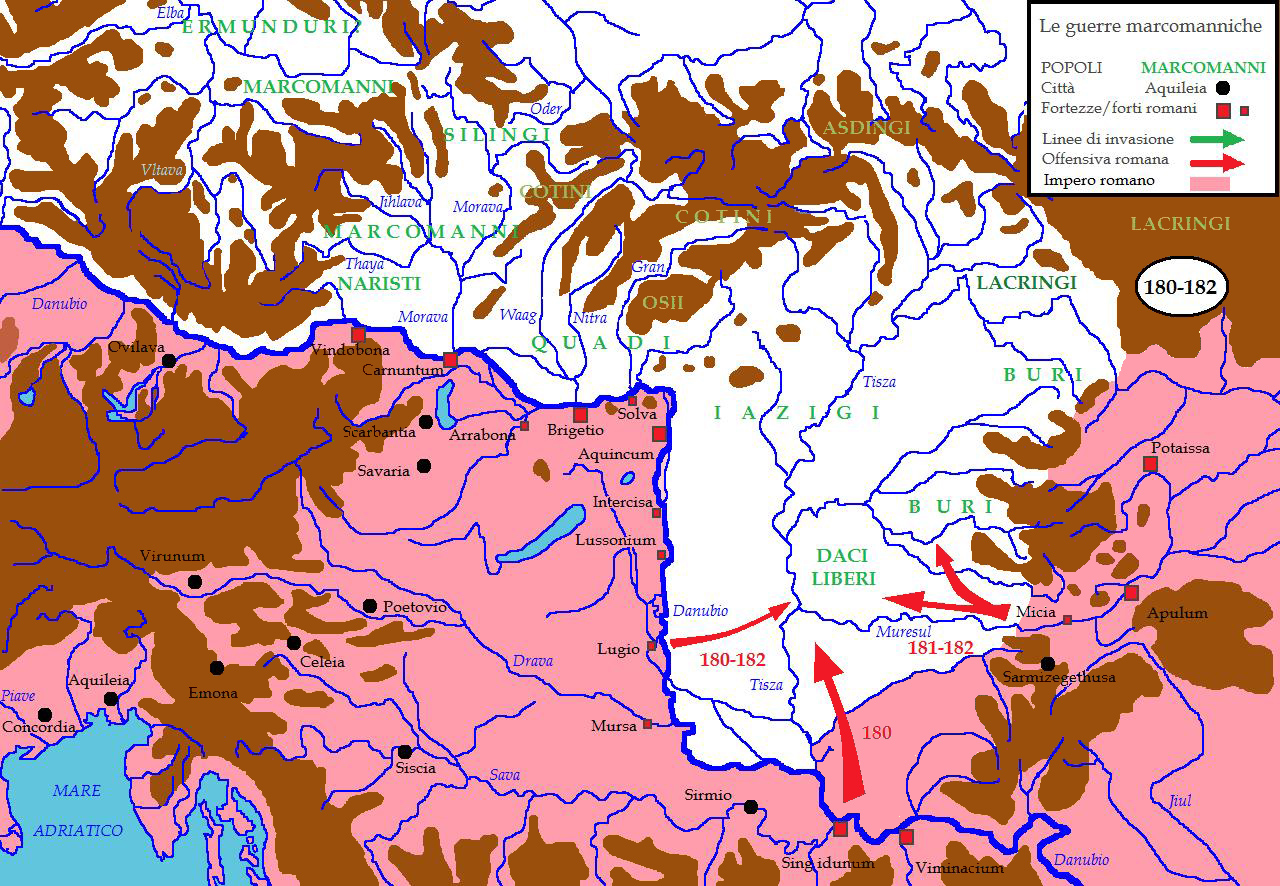
Území střední Evropy v době Markomanských válek

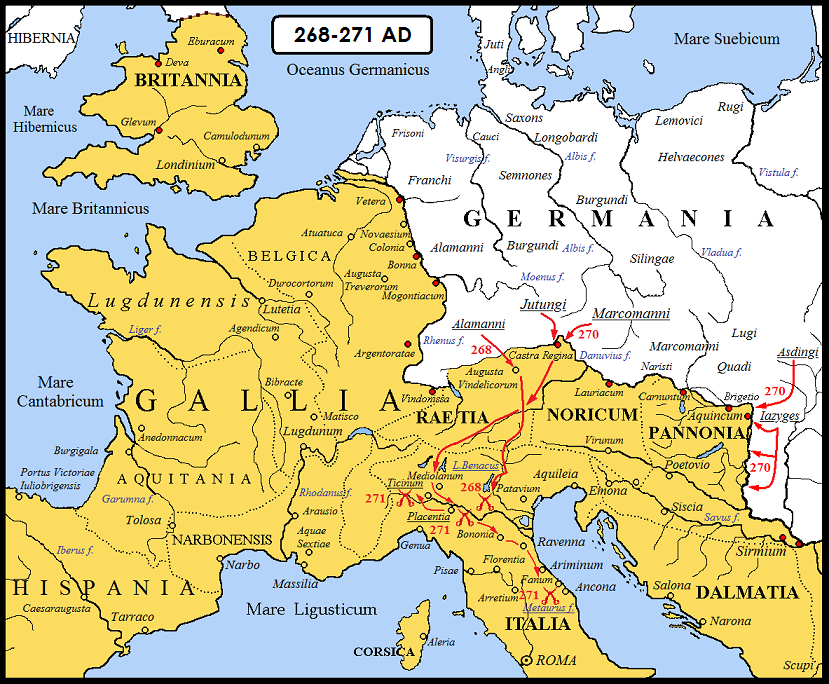
Invaze markomanského krále Attala a dalších germánských kmenů na území Římské říše po roce 250

Vztahy mezi Římany a Germány byly trvaleji narušeny během dlouhé série konfliktů nazývaných Markomanské války, které se odehrály především za vlády císaře Marka Aurelia.
V letech 150 až 160 překročilo 6000 Langobardů limes Romanus přes Dunaj na římské území, kde byli Římany poraženi. Cassius Dio uvádí, že tyto události germánské kmeny natolik vyděsily, že vybraly Ballomara, krále Markomanů a deset zástupců dalších kmenů na mírovou misi s Marcem Iallio Bassem, římským legátem v Panonii, která byla úspěšně mezi oběma stranami uzavřena. Germánský kmen Kvádů a jejich sousedé však čelili vlastním problémům s postupujícími barbarskými národy ze severu a již nějakou dobu se snažili získat větší podporu římské říše. Ta zjevně plánovala tažení do Germánie, protože si byla vědoma, že s postupujícími barbarskými národy je ohrožena i samotná říše, ale byla zaneprázdněna parthským tažením na Blízkém východě a zároveň sužována antonínským morem. Ze vzniklých zmatků Historia Augusta viní Markomany a Viktohaly, ke kterým se přidaly ostatní kmeny, které byly tlačeny dalšími barbary ze severu.
V roce 168 se Lucius Verus a Marcus Aurelius vydali s římskými vojsky na cestu přes Alpy, ale na počátku roku 169, kvůli úmrtí Lucia Vera výpravu přerušili a vrátili se do Říma. Této situace využili Markomani i Kvádovém, když překročili Dunaj a v bitvě u Carnunta Římany porazili. Následně postupovali až na samotný Apeninský poloostrov, kde zpustošili Opitergium (dnešní Oderzo) a obléhali město Aquileiu. Po této události zahájili Římané protiútok, přičemž přesný sled událostí není zcela zřejmý, ale Historia Augusta uvádí, že z obav před římskými vojsky některé z kmenů popravili své protiřímské vládce. Kvádové dokonce nechtěli potvrdit zvoleného nástupce bez souhlasu římských císařů.
Na podzim roku 169 se Marcus Aurelius se svými jednotkami znovu vydal na sever. V Carnuntu si zřídil své velitelství, kde přijímal vyslance germánských kmenů usídlených severně od Dunaje. Některým umožnil usadit se na území říše, jiné rekrutoval do římské armády. Když Kvadové s Římany v roce 171 uzavřeli mír, souhlasili s návratem dezertérů a 13 000 válečných zajatců. Dále Římanům dodali koně a dobytek jako válečné náhrady a slíbili, že Markomanům ani Jazygům neumožní průchod přes jejich území. V roce 173 se Kvádové znovu vzbouřili a vyhnali svého Římany schváleného krále Furtia, kterého nahradili Ariogaisem. Mezi lety 172 a 174 se někde nedaleko řeky Moravy či Váhu dostaly římské síly do germánského obklíčení a kvůli nedostatku vody byly téměř poraženy. Po modlidbách jim nečekaně silná bouře umožnila Kvády porazit. Tato událost je dobře známá jako Zazračný déšť Marka Aurelia zásluhou dochovaných spisů Cassia Dia a také reliéfum na sloupu Marka Aurelia v Římě. 
Situace zůstala i v následujících letech napjatá. Římané vyhlásili Germánům další válku v roce 177 a následující rok se vydali na válečné tažení, přičemž jako nepřátele označili nejen Markomany, ale i Hermundury, Sarmaty a Kvády. V roce 179 svedli úspěšnou a rozhodující bitvu u Laugaricia pod velením legáta Marka Valeria Maximiana. Poté byly na území Kvádů a Markomanů trvale umístěny římské posádky o 20 000 mužích. Na území Boiohaema byla vybudována římská vojenská pevnost u Mušova. Římané dokonce zablokovali horské průsmyky, aby se Kvádové nemohli přesunout na sever a sjednotit se se Semnony. Marcus Aurelius měl v úmyslu založit novou římskou provincii s názvem Markománie, ale v roce 180 zemřel.
Commodus, syn Marka Aurelia neměl v úmyslu dál bojovat na nehostinném severu a tak raději s germánskými kmeny krátce po smrti svého otce v roce 180 uzavřel mír. 
Další boje Markomanů s Římskou říší probíhaly po roce 250 za vlády krále Attala. Markomani v té době napadali Panonii, kde vedli boje s vojsky římského císaře Galliena.

## Období christianizace
Markomani koncem 4. století žili na území Vídeňské pánve, Burgenlandu a jižní Moravy společně s příchozími Slovany, nad kterými v té době tvořili vládnoucí šlechtu. Již v té době patrně zásluhou byzantských misionářů pronikaly mezi Markomany první liturgie svatého Jana Zlatoústého. První písemné zmínky o christianizaci mezi Markomany pochází z poloviny 4. století, z období markomanské královny Fritigil, která vyslala do Milána ke svatému Ambroži posly s žádosti o nové křesťanská liturgie. Tato dohoda je poslední známou smlouvou mezi Římem a Markomany. Fritigil se nakonec sama do Milána vydala. V dopise, který napsal biskup Paulinus Diaconus svatému Augustinovi se dochovaly zprávy o cestě královny Fritigil do Milána. Je pravděpodobné, že Markomani se v této době přesunuli na římskou stranu Dunaje. 

## Pozdější roky

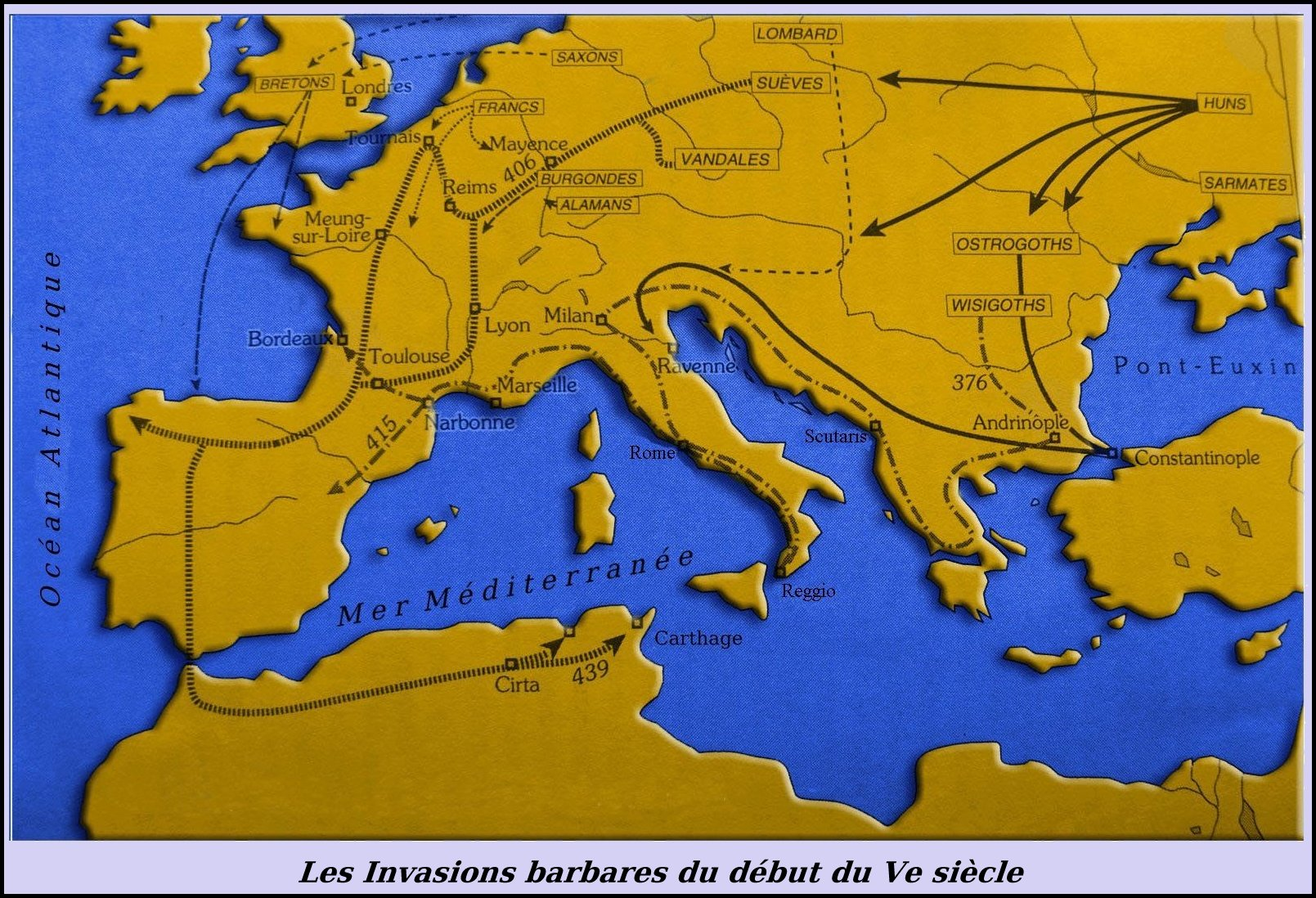
Mapa s trasou germánského kmene Svébů do západní Evropy v době stěhování národů

V následující letech prošla panonská i podunajská oblast dlouhým obdobím nepokojů. Podle historika Herwiga Wolframa se Markomani a Kvádové sloučili s dalšími kmeny Svébů. V době stěhování národů se část Svébů přidružila k jiným germánským kmenům, prchajícím před kočovnými Huny a odešla pod vedením gótského vůdce Radagaise do Itálie, kde se rozhodli násilím usadit, ale v roce 405 byli Římany vedenými vojevůdcem Stilichem poražení. Další část Svébů se v roce 406 vydala s vandalským králem Godigiselem přes zamrzlou řeku Rýn, kde v bitvě u Mohuče porazili kmen Franků a vydali se dál na západ, nejprve do Galicie (římské provincie Gallaecia), kde již jako foederati založili Království Svébů (Regnum Suevorum). Tam jejich král Hermerich v roce 410 založil město Bracara Augusta, dnes město Braga v Portugalsku, které se stalo hlavním městem království. Někteří z nich později odešli s Vandaly do severní Afriky. Svébů, kteří zůstali v Hercynském lese zbylo již málo a stejně jako ostatní germánské kmeny se stali vazaly Hunů. Když Hunové táhli na západ, aby dobyli území za Rýnem, byli v jejich armádě i vazalské národy a mezi nimi i Svébové. Hunové vedeni Attilou byli během tohoto tažení v roce 451 poraženi v bitvě na Katalauských polích. Poslední zbytky Svébů se z područí Hunů vymanily po vzpouře germánských kmenů, kdy v bitvě u Nedao v roce 454, Huny porazili a Hunská říše definitivně zanikla. V následujících letech se stali nezávislou skupinou, která se v roce 469 dostala do sporu s Ostrogóty se kterými se střetli v bitvě u Bolie. V bitvě byli Svébové spolu s dalšími germánskými kmeny poraženi. Po bitvě se postupně smísili s Heruly a Langobardy.

## Markomanští panovníci
- Marobud (9/6 př. n. l. – 17/18 n. l.)
- Katvalda (18–19 n. l.)
- Vannius (19 n. l.) – král Kvádů
- Ballomar (166?–171?)
- Attalus – po roce 250
- Fredegildus – 4. století